# Rețea de afiliere
O rețea de afiliere acționează ca o intermediere între publisheri (afiliați) și (comercianți/advertiseri) programele de afiliere. Rețeaua de afiliere permite publisherilor să găsească programe de afiliere convenabile pentru websiteurile lor și ajută websiteurile ce oferă programele de afiliere să-și atingă audința țintită.
Pentru comercianți, serviciile unei rețele de afiliere pot include tehnologii de urmărire, unelte de raport, procesări de plăți, și accesul la o bază mare de publisheri. Pentru afiliați, serviciile pot include afilierea la programele de afiliere ale advertiserilor (comercianților) printr-un singur clic, unelte de raport, și plăți pentru toate programele de afiliere din rețea printr-un singur cont.
Rețelele permit înscrierea gratuită a afiliaților (publisherilor). Comercianții (advertiserii) pe de altă parte trebuie să plătească o taxă. Rețelele tradiționale de afiliere percep o taxă inițială de înregistrare și/sau o taxă lunară de mentenanță. Acestea diferă de la rețea la rețea. Este un lucru comun pentru rețelele de afiliere să comisioneze advertiseri un procent din comisionul plătit afiliaților ca taxă pentru serviciile lor.
Rețelele de afiliere tradiționale permit comercianților să ofere publisherilor lor procente din câștig (cost pe vânzare) sau cost pe acțiune ca metodă de compensare. Majoritatea programelor de afiliere ale comercianților preferă să plătească pe vânzare decât pe acțiune.
Companiile utilizează rețele de afiliate dacă nu dispun de resurse suficiente pentru a crea un efort semnificativ de vânzări, dacă nu au o prezență semnificativă în publicitate sau dacă doresc să utilizeze grupuri de potențiali clienți într-o industrie independentă. Rețeaua de afiliate poate ajuta companiile să se concentreze pe competențele lor principale, în loc să obțină informații de contact de la părțile interesate.